# Luka Dončić
Luka Dončić (tiếng tiếng Slovene: [ˈlùːka ˈdòːntʃitʃ]; sinh ngày 28 tháng 2 năm 1999) là một cầu thủ bóng rổ chuyên nghiệp người Slovenia cho Los Angeles Lakers của Hiệp hội Bóng rổ Quốc gia (NBA) và đội tuyển quốc gia Slovenia.
Sinh ra ở Ljubljana, Dončić đã cho thấy tố chất khi còn là cầu thủ trẻ cho Union Olimpija, trước khi gia nhập học viện trẻ của câu lạc bộ Tây Ban Nha, Real Madrid. Anh ra mắt đội chính của họ vào năm 2015, ở tuổi 16, trở thành người trẻ nhất trong lịch sử câu lạc bộ làm được điều này. Hai năm sau, anh dẫn dắt Madrid đến chức vô địch EuroLeague 2018, giành MVP EuroLeague cũng như Final Four MVP. Dončić cũng được vinh danh là Cầu thủ xuất sắc nhất ACB và đã giành được liên tiếp các giải thưởng Ngôi sao mới nổi EuroLeague và Cầu thủ trẻ xuất sắc nhất ACB. Anh đồng thời được chọn vào EuroLeague 2010-20 All-Decade Team.
Vào năm 2018, Dončić tuyên bố tham gia NBA draft, gia nhập Dallas Mavericks.  Anh đã được nhất trí chọn vào NBA All-Rookie First Team và giành giải Tân binh của năm cho mùa giải 2018–19. Trong mùa giải năm thứ hai, anh đã được chọn tham gia trận đấu NBA All-Star đầu tiên trong sự nghiệp của mình.
Với vai trò một công dân quốc tế của Slovenia, Dončić đã có những đóng góp xuất sắc cho đất nước vào năm 2016 khi mới 17 tuổi; sau đó anh đã được xướng tên vào All-Tournament Team sau khi giúp Slovenia giành được danh hiệu EuroBasket đầu tiên vào năm 2017.

## Thời thơ ấu
Dončić được sinh ra tại Ljubljana ở Slovenia bởi Mirjam Poterbin, chủ một thẩm mỹ viện, và Saša Dončić, một huấn luyện viên bóng rổ và cựu cầu thủ. Mẹ anh là người Slovenia, và cha anh là người Slovenia gốc Serbia. Cha mẹ anh đã đệ đơn ly hôn vào năm 2008, với quyền nuôi dưỡng và giám hộ hợp pháp được trao cho mẹ anh.
Theo thông tin từ gia đình Dončić, anh lần đầu tiếp xúc với bóng rổ khi mới 7 tháng tuổi và thường xuyên chơi với một bảng rổ nhỏ trong phòng khi mới một tuổi.  Thuở nhỏ, anh chơi qua nhiều môn thể thao khác nhau, bao gồm cả bóng đá, môn thể thao mà sau đó anh đã bỏ sau khi phát triển quá cao. Năm bảy tuổi, anh bắt đầu chơi bóng rổ có tổ chức tại trường tiểu học ở Ljubljana. Các đối thủ của anh khi đó đều đã khoảng mười tuổi, Dončić từng chia sẻ: “Tôi luôn tập luyện và chơi với những đứa trẻ ở độ tuổi hơn tôi đồng thời kinh nghiệm hơn tôi rất nhiều. Phần đông trong số họ cũng lớn hơn và nhanh hơn tôi, vì vậy tôi phải đánh bại họ bằng trí tuệ của mình."  Anh ngưỡng mộ cầu thủ bóng rổ người Hy Lạp Vassilis Spanoulis từ những năm đầu niên thiếu, nói rằng anh đã bị ông ta "bỏ bùa". Anh  đã mặc áo số 7 tại Real Madrid để vinh danh Spanoulis. Dončić cũng lớn lên với sự ngưỡng mộ cầu thủ bóng rổ người Mỹ LeBron James.

## Sự nghiệp trẻ
Union Olimpija
Khi Dončić lên tám, cha anh bắt đầu chơi cho câu lạc bộ quê nhà Union Olimpija, và huấn luyện viên của Trường bóng rổ Olimpija, Grega Brezovec đã mời Luka đến tập luyện với các cầu thủ cùng tuổi. Ban đầu, Dončić được cho là sẽ tập với các cầu thủ cùng tuổi, nhưng chỉ 16 phút sau buổi tập đầu tiên, ban huấn luyện đã chuyển anh lên nhóm 11 tuổi. Bắt đầu từ buổi tập tiếp theo, anh chủ yếu tập luyện với đội nhóm tuổi dưới 14 của Olimpija, nhưng do quy định của giải đấu, anh ấy chỉ chơi cho đội tuyển chọn dưới 12 tuổi của câu lạc bộ, vào sân từ băng ghế dự bị trước các đối thủ hơn anh ấy 3 hoặc 4 tuổi. Mặc dù bị loại khỏi trận đấu dưới 14 tuổi vào thời điểm đó, nhưng Dončić vẫn thường xuyên yêu cầu để được tham gia tập luyện, ngay cả khi huấn luyện viên yêu cầu anh ở nhà.
Đại diện cho Olimpija tại giải Vasas Intesa Sanpaolo Cup cho nhóm tuổi dưới 14 ở Budapest vào tháng 9 năm 2011, Dončić được vinh danh là cầu thủ giá trị nhất (MVP) mặc dù chỉ về nhì với vị trí á quân, xếp sau FC Barcelona. Vào tháng 2 năm 2012, anh được trao đổi dưới dạng chuyển nhượng cho câu lạc bộ Tây Ban Nha Real Madrid để thi đấu tại giải Minicopa Endesa, một giải dành cho độ tuổi dưới 14 tại Tây Ban Nha. Dončić, một trong những cầu thủ trẻ nhất trong đội của anh ấy, ghi trung bình 13,0 điểm, 4,0 rebound, 2,8 kiến tạo và 3,3 cướp bóng mỗi trận để giành danh hiệu MVP của giải đấu, đưa Real Madrid đến ngôi á quân.  Vào tháng 4 năm 2012, anh tham gia Giải đấu Lido di Roma dành cho độ tuổi dưới 13 với đội bóng Olimpija, kết thúc với tư cách là MVP và người ghi nhiều điểm nhất với 34,5 điểm mỗi trận. Trong vòng bán kết của sự kiện gặp Victoria Fermo, anh ghi được 29 điểm và 15 rebound. Trong chiến thắng giành chức vô địch trước Lazio, anh đã ghi 54 điểm, 11 rebound và 10 kiến tạo.
Real Madrid

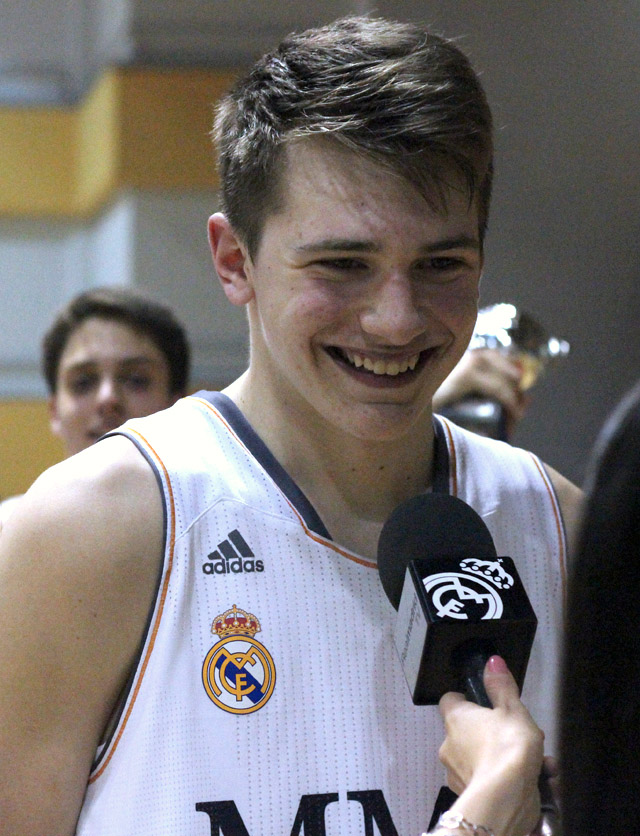
Dončić được phỏng vấn sau một trận đấu trong tuyển trẻ Real Madrid vào tháng 5 năm 2014.

Vào tháng 9 năm 2012, khi mới 13 tuổi, Dončić đã ký hợp đồng 5 năm với Real Madrid, anh ngay lập tức trở nên nổi bật trong đội dưới 16 tuổi của huấn luyện viên Paco Redondo. Anh chuyển đến Madrid, sống và tập luyện với tiềm năng phát triển ở cả bóng đá và bóng rổ. Vào tháng 2 năm 2013, Dončić đã dẫn dắt Real Madrid giành chiến thắng ở Minicopa Endesa, ghi trung bình 24,5 điểm, 13 rebound, 4 kiến tạo và 6 lần cướp bóng mỗi trận. Trong trận đấu cuối cùng của giải đấu, anh đã đóng góp 25 điểm, 16 rebound và 5 cướp bóng để đánh bại FC Barcelona và giành danh hiệu MVP. Vào tháng 3, Dončić đã được vinh danh là MVP của nhóm dưới 16 tuổi tại Giải vô địch Tây Ban Nha, ghi được 25 điểm trong trận đấu giành chức vô địch trước đội trẻ Gran Canaria.
Trong mùa giải 2014–15, Dončić chủ yếu chơi với đội dưới 18 tuổi và đội dự bị của Real Madrid. Khi thi đấu với đội dự bị, anh ghi trung bình 13,5 điểm, 5,9 rebound và 3,1 kiến tạo, giúp họ giành chức vô địch bảng B của Liga EBA, một giải hạng tư nghiệp dư của bóng rổ Tây Ban Nha. Vào cuối mùa giải, anh được vinh danh trong đội hình all-league (những cầu thủ xuất sắc nhất) ở toàn giải đấu theo trang web bóng rổ Eurobasket.com.  Vào tháng 1 năm 2015, Dončić đã vô địch Giải đấu Ciutat de L'Hospitalet độ tuổi dưới 18 và được chọn vào Đội hình All-Tournament, mặc dù anh vẫn còn trẻ hơn hai tuổi so với phần còn lại của đội. Vào ngày 6 tháng 1, trước đội trẻ của câu lạc bộ cũ Union Olimpija, anh đã lập cú double-double với 13 điểm, 13 rebound, 4 kiến tạo và 4 lần cướp bóng. Vào tháng 5 năm 2015, anh ấy cũng đã giành chiến thắng trong Giải đấu Next Generation cho nhóm dưới 18 tuổi, giải đấu mà anh được chọn là MVP sau khi giúp đánh bại đương kim vô địch Crvena zvezda Belgrade trong trận chung kết.

## Sự nghiệp chuyên nghiệp

### Real Madrid

#### Những năm đầu (2015–16)
Vào ngày 30 tháng 4 năm 2015, Dončić bắt đầu sự nghiệp thi đấu chuyên nghiêp cho Real Madrid tại giải Liga ACB trước Unicaja, anh chỉ ghi được một pha ném 3 điểm trong thời gian thi đấu chưa đầy 2 phút. Ở 16 tuổi, hai tháng và hai ngày tuổi, anh trở thành cầu thủ trẻ nhất từng chơi cho Real Madrid trong màu áo ACB và là cầu thủ trẻ thứ ba trong lịch sử giải đấu, chỉ sau Ricky Rubio và Ángel Rebolo. Anh chơi 5 trận trong mùa giải 2014–15 ACB, ghi trung bình 1,6 điểm và 1,2 rebound trong 4,8 phút mỗi trận.
Trong mùa giải 2015–16, Dončić được ra sân thường xuyên tại đội chính của Real Madrid. Anh đã thi đấu với Boston Celtics trong một trận đấu trước mùa giải NBA vào ngày 8 tháng 10 năm 2015, ghi được 4 rebound, 1 kiến tạo và 1 block. Vào ngày 16 tháng 10, ở tuổi 16, anh có trận ra mắt tại EuroLeague, ghi 2 điểm trong trận thua trước Khimki. Dončić trở thành cầu thủ thứ 21 từng ra mắt tại EuroLeague trước khi bước sang tuổi 17. Vào ngày 18 tháng 10, anh ghi 10 điểm và 4 rebound trong chiến thắng 94–61 trước Gipuzkoa. Vào ngày 29 tháng 11, Dončić đã ghi được số điểm cao nhất trong mùa của mình với 15 điểm, 6 rebound và 4 kiến tạo trong trận gặp Bilbao. Với màn trình diễn này, anh đã lập một kỷ lục mới tại ACB về số điểm nhiều nhất và Xếp hạng chỉ số hiệu suất (PIR)  cao nhất trong một trận đấu với tư cách một cầu thủ dưới 17 tuổi. Anh ghi được 12 điểm và 5 rebound vào ngày 7 tháng 1 năm 2016, trong trận đấu với CSKA Moscow tại EuroLeague. Sau khi Real Madrid gọi hội ý ở hiệp thứ hai của trận đấu, Dončić đã thực hiện ba pha ném 3 điểm liên tiếp, ghi 9 điểm trong vòng 2 phút. Qua 39 trận ở mùa giải 2015–16 ACB, anh ghi trung bình 4,5 điểm, 2,6 rebound và 1,7 kiến tạo. Trong 12 trận ở EuroLeague, anh ghi trung bình 3,5 điểm, 2,3 rebound và 2 kiến tạo mỗi trận.

#### Tiến bộ vượt bậc (2016–17)

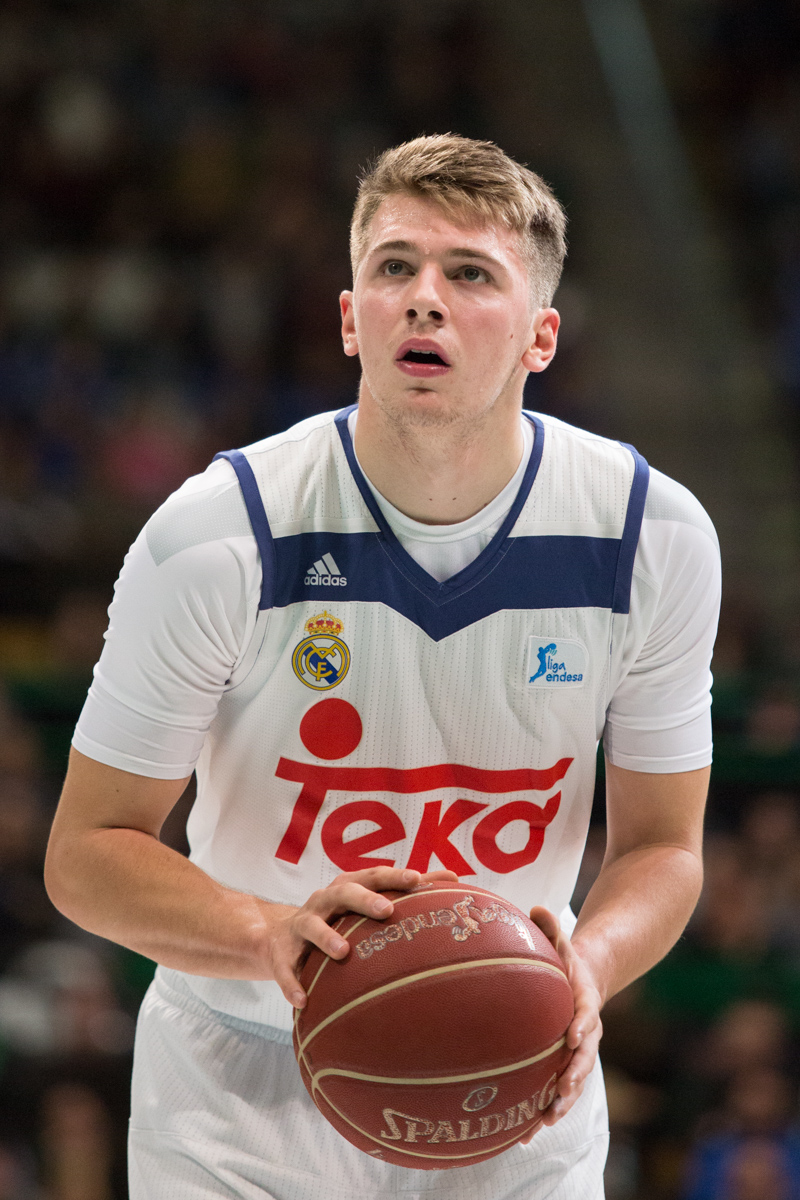
Dončić thực hiện một quả ném phạt cho Real Madrid vào tháng 1 năm 2017.

Dončić có trận đấu đầu tiên của mình tại mùa giải 2016–17 vào ngày 30 tháng 9 năm 2016, trong trận đấu với Unicaja, anh đã ghi 6 điểm và 4 pha kiến tạo trong 19 phút thi đấu. Anh đã ghi được 3 điểm, 5 rebound và 4 kiến tạo trong một chiến thắng ở giai đoạn trước mùa giải NBA vào ngày 3 tháng 10 năm 2016, trước Oklahoma City Thunder. Vào ngày 4 tháng 12, anh ghi được một double-double với 23 điểm và 11 pha kiến tạo, cả hai đều là các chỉ số cao nhất mùa giải của anh, trong chiến thắng 92–76 trước Montakit Fuenlabrada. Trận đấu đã mang về cho anh danh hiệu Cầu thủ ACB của tuần đầu tiên trong sự nghiệp. Dončić đã ghi được 17 điểm, cao nhất trong đội trong chiến thắng tại EuroLeague trước Žalgiris Kaunas vào ngày 8 tháng 12 năm 2016. Sau khi ghi 16 điểm, 6 rebound, 5 kiến tạo và 3 cướp bóng trong chiến thắng 95–72 trước Brose Bamberg vào ngày 22 tháng 12, anh được vinh danh là MVP của vòng đấu tại EuroLeague, trở thành cầu thủ trẻ nhất từng đạt được danh hiệu đó. Anh có được danh hiệu tương tự vào ngày 14 tháng 1 năm 2017, sau khi ghi 10 điểm, 11 rebound và 8 kiến tạo để giúp đội nhà đánh bại Maccabi Tel Aviv. Vào ngày 9 tháng 2, Dončić đã ghi 5 điểm, 7 rebound và 11 kiến tạo để đánh bại UNICS Kazan. Anh đã ghi được 23 điểm, chỉ số cá nhân cao nhất trong mùa giải vào ngày 18 tháng 2, trong trận đấu với Baskonia tại Cúp Nhà vua Tây Ban Nha. Sau khi ghi được 13 điểm và 8 rebound trong trận playoff EuroLeague 2017 trước Darüşşafaka vào ngày 26 tháng 4, anh đã được nhận danh hiệu MVP của Vòng cùng với hai cầu thủ khác. Hai ngày sau, anh đã ngay lập tức được bình chọn danh hiệu này sau khi ghi được 11 điểm, 5 rebound và 7 kiến tạo để dẫn dắt Real Madrid đến với vị trí thứ 4 trong loạt trận Chung kết 4 đội bóng của EuroLeague. Qua 42 trận đấu của ACB trong mùa giải, Dončić có trung bình 7,5 điểm, 4,4 rebound cùng 3 kiến tạo, và qua 35 trận tại EuroLeague, anh ghi trung bình 7,8 điểm, 4,5 rebound và 4,2 kiến tạo mỗi trận. Anh được bầu chọn là Ngôi sao đang lên của EuroLeague sau một cuộc bỏ phiếu và cũng đồng thời nhận giải Cầu thủ trẻ xuất sắc nhất của ACB.

#### Mùa giải MVP (2017–18)
Dončić đảm nhận một vai trò quan trọng hơn cho Real Madrid khi bước vào mùa giải 2017–18, sau khi cầu thủ ngôi sao của đội Sergio Llull bị rách ACL trong EuroBasket 2017. Trong trận ra mắt mùa giải vào ngày 1 tháng 10 năm 2017, anh ghi 8 điểm, 6 rebound và 4 kiến tạo trong chiến thắng 94–88 trước MoraBanc Andorra. Trong trận đấu EuroLeague đầu tiên của mùa giải, vào ngày 12 tháng 10, Dončić đã ghi được 27 điểm, chỉ số cá nhân cao nhất trong sự nghiệp để giúp đánh bại Anadolu Efes. Trong trận đấu tiếp theo, anh suýt nữa lập một triple-double trước Valencia, với 16 điểm, 10 kiến tạo và 7 rebound. Vào ngày 24 tháng 10, Dončić được vinh danh là MVP của vòng tại EuroLeague sau khi ghi 27 điểm, 8 rebound, 5 kiến tạo và 3 cướp bóng. Anh lại được vinh danh là MVP của Vòng chỉ hai ngày sau đó, làm lu mờ chính thành tích tốt nhất sự nghiệp của anh ấy với 28 điểm trong chiến thắng 87–66 trước Žalgiris Kaunas. Dončić cũng có được 9 rebound và 4 kiến tạo trong trận đấu này. Vào cuối tháng 10, anh đã giành được danh hiệu MVP của tháng ở EuroLeague, trở thành cầu thủ trẻ nhất giành được giải thưởng này. Vào ngày 8 tháng 12, anh lập một kỉ lục cá nhân mới với số điểm cao nhất trong sự nghiệp, sau khi ghi 33 điểm, 6 rebound và 4 kiến tạo trong trận gặp Olympiacos Piraeus. Dončić đã dẫn dắt Real Madrid giành chiến thắng 79-77 trước đương kim vô địch EuroLeague Fenerbahçe Doğuş vào ngày 28 tháng 12, đóng góp 20 điểm, 10 kiến tạo và 8 rebound. Sau 24 điểm bùng nổ trong 22 phút trước Movistar Estudiantes vào ngày 31 tháng 12, anh được chọn là Cầu thủ xuất sắc nhất vòng đấu tại ACB. Anh sau đó được vinh danh là Cầu thủ xuất sắc nhất tháng 12 của ACB, trở thành người nhận giải trẻ nhất từ trước đến nay.
Vào ngày 9 tháng 2 năm 2018, Dončić dẫn dắt đội của mình với 27 điểm trong trận thua Olympiacos suýt sao với tỉ số 80–79. Anh đã có một màn trình diễn ấn tượng khác vào ngày 17 tháng 2, trước Iberostar Tenerife ở Cúp Nhà vua Tây Ban Nha 2018, ghi 17 điểm, 7 rebound, 5 kiến tạo và 4 lần cướp bóng. Vào ngày 30 tháng 3 năm 2018, Dončić đã ghi được 24 điểm, 9 rebound và thực hiện một pha ném ba quyết định giành chiến thắng khi trận dấu còn chưa đầy một giây để đánh bại Crvena zvezda Belgrade, 82–79. Vào ngày 9 tháng 5, anh ghi 17 điểm, 10 rebound và 10 kiến tạo trong 22 phút thi đấu trước Real Betis Energía Plus, để lập triple-double đầu tiên tại ACB kể từ mùa giải 2006–07 và là lần thứ bảy trong lịch sử giải đấu. Dončić kết thúc với 16 điểm, 7 rebound và 2 kiến tạo vào ngày 18 tháng 5, trong chiến thắng 92–83 trước CSKA Moscow ở bán kết EuroLeague. Vào ngày 20 tháng 5, anh đã dẫn dắt Real Madrid giành chiến thắng trong trận chung kết EuroLeague trước Fenerbahçe Doğuş. Anh sau đó đã được vinh danh là MVP của Chung kết EuroLeague sau khi ghi được 15 điểm. Dončić đã giành được EuroLeague MVP, là người trẻ nhất từng giành được danh hiệu này, sau khi ghi trung bình 16 điểm, 4,9 rebound và 4,3 kiến tạo mỗi trận trong 33 trận EuroLeague và dẫn đầu giải đấu ở chỉ số PIR. Anh cũng được vinh danh với tư cách là Ngôi sao đang lên của EuroLeague, giành danh hiệu này lần thứ ba liên tiếp. Ngoài ra, Dončić đã giành được danh hiệu Cầu thủ trẻ xuất sắc nhất ACB và MVP sau khi giúp đội của anh đánh bại Kirolbet Baskonia trong trận chung kết giải đấu. Ngày 29 tháng 6 năm 2018, anh chia tay Real Madrid.

#### Đội hình 2010–20 All-Decade team tại EuroLeague
Vào tháng 11 năm 2019, Dončić được đề cử vào Đội hình tiêu biểu của EuroLeague 2010–20. Vào tháng 3 năm 2020, anh được chọn vào Đội hình 2010–20 All-Decade team.

### Dallas Mavericks

#### Tân binh của năm (2018–19)
Vào ngày 21 tháng 6 năm 2018, Dončić đã được chọn với lượt chọn thứ ba bởi Atlanta Hawks trong NBA draft 2018. Sau đó, anh ta được trao đổi cho Dallas Mavericks để đổi lấy Trae Young và quyền chọn vòng đầu tiên được bảo vệ trong tương lai vào năm 2019. Sau kì draft, huấn luyện viên trưởng của Mavericks, Rick Carlisle nói, "Tại thời điểm đó, chúng tôi đã nghĩ rằng chỉ có chút khả năng Dončić sẽ không đến với chúng tôi, nhưng chỉ một vài ngày trước, rõ ràng là không có chuyện đó xảy ra. Anh ấy quá tốt. Chúng tôi có được một người mà chúng tôi nghĩ là mảnh ghép nền tảng của đội bóng. "  Dončić đã ký hợp đồng tân binh của mình với Mavericks vào ngày 9 tháng 7 năm 2018. Dončić đã không thi đấu tại NBA Summer League 2018 do còn hợp đồng sở hữu muộn của Real Madrid. Trước mùa giải 2018–19, ESPN coi anh ấy là ứng cử viên hàng đầu cho giải Tân binh của năm tại NBA.
Dončić chơi trận đấu chính thức đầu tiên của mình vào ngày 17 tháng 10 năm 2018, ghi 10 điểm, 8 rebound và 4 kiến tạo trong trận thua 121-100 trước Phoenix Suns. Vào ngày 6 tháng 2, Dončić đã lập cú triple-double thứ ba của mình với 19 điểm, 10 rebound và 11 kiến tạo trong chiến thắng 99–93 trước Charlotte Hornets, giúp anh trở thành cầu thủ trẻ nhất trong lịch sử NBA ghi được ba cú triple-double. Anh chỉ kém cầu thủ được vinh danh trong Hall of Fame Magic Johnson 117 ngày. Vào ngày 25 tháng 2, Dončić đã ghi cú triple-double thứ tư của mình với 28 điểm, 10 rebound và 10 kiến tạo trong trận thua 121-112 trước Los Angeles Clippers. Dončić đã có bốn trong số năm cú triple-double được ghi bởi các cầu thủ dưới 20 tuổi trong lịch sử NBA. Dončić được vinh danh là Tân binh của tháng khu vực Western Conference vào tháng 1 năm 2019. Với tám lần ghi triple-double trong một mùa, Dončić xếp thứ tư, chỉ sau Russell Westbrook (34), Nikola Jokić (12) và Ben Simmons (10), đồng thời cân bằng với LeBron James. Dončić trở thành cầu thủ thứ 5 trong lịch sử NBA có trung bình ít nhất 20 điểm, 5 rebound và 5 kiến tạo trong năm tân binh của minh, cùng với Oscar Robertson (1960–61), Michael Jordan (1984–85), LeBron James (2003–04), và Tyreke Evans (2009–10). Vào tháng 5, Dončić đã được nhất trí chọn vào All-Rookie First Team và vào tháng 6, anh nhận được Giải thưởng Tân binh của năm tại NBA. Dončić trở thành cầu thủ châu Âu thứ hai, sau Pau Gasol, và là người thứ sáu trong lịch sử giải đấu không sinh ra ở Hoa Kỳ giành được giải thưởng này.

#### Lần đầu tiên tham dự All-Star và playoff (2019–20)
Trong mùa giải 2019–20, Dončić đã được chọn vào Trận NBA All-Star đầu tiên của anh với tư cách là cầu thủ xuất phát tại khu vực miền Tây. Anh trở thành cầu thủ châu Âu trẻ nhất được chọn trong dội hình xuất phát một trận đấu All-Star. Vào ngày 4 tháng 3, Dončić đã ghi cú triple-double thứ 22 trong sự nghiệp của mình, vượt qua Jason Kidd để trở thành người ghi được số triple-double nhiều nhất trong lịch sử Dallas Mavericks. Anh ghi 30 điểm, 17 rebound và 10 kiến tạo trong chiến thắng 127–123 hiệp phụ trước New Orleans Pelicans. Dončić lập cú triple-double mùa thứ 15 vào ngày 31 tháng 7, ghi 28 điểm, 13 rebound và 10 kiến tạo trong trận thua 153–149,một trận đấu có hiệp phụ trước Houston Rockets. Vào ngày 4 tháng 8, Dončić ghi thêm một cú triple-double nữa với 34 điểm, 12 pha kiến tạo đồng thời với chỉ số cá nhân cao nhất sự nghiệp là 20 rebound trong chiến thắng ở hiệp phụ 114–110 trước Sacramento Kings. Với các chỉ số đó, anh trở thành cầu thủ trẻ nhất ghi hơn 30 điểm, hơn 20 lần rebound đồng thời với 10 pha kiến tạo trở lên. Vào ngày 8 tháng 8, Dončić đã ghi thêm một chỉ số cá nhân cao nhất sự nghiệp là 19 pha kiến tạo, cân bằng với Lebron James về số kiến tạo nhiều nhất trong mùa giải NBA, cùng với 36 điểm, 14 rebounds và chỉ 2 lần mất bóng trong chiến thắng 136–132 trước Milwaukee Bucks; trận đấu đánh dấu cú triple-double thứ 17 của anh trong mùa giải và giúp anh trở thành cầu thủ trẻ nhất từng dẫn đầu một mùa giải NBA về số cú triple-double. Vào ngày 15, Dončić được chọn vào All-Bubble First Team  của NBA sau màn trình diễn xuất sắc của mình trong vòng tám trận seeding games của NBA, nơi anh ghi trung bình 30,0 điểm, 10,1 rebounds và 9,7 kiến tạo mỗi trận. Dončić được chọn là một trong ba người được đề cử vào chung kết cho Giải thưởng Cầu thủ tiến bộ nhất năm của NBA. Vào ngày 17 tháng 8, Dončić có trận đấu NBA Playoffs đầu tiên trong sự nghiệp, trận đấu mà anh ghi được 42 điểm (nhiều nhất từ trước đến nay trong một trận ra mắt NBA playoffs) trong trận thua 110–118 trước Los Angeles Clippers. Vào ngày 23 tháng 8, anh trở thành cầu thủ trẻ nhất trong lịch sử NBA có một cú triple-double với trên 40 điểm tại vòng playoffs khi ghi 43 điểm đồng thời ghi pha ba điểm quyết định trong chiến thắng 135–133 trước LA Clippers. Vào ngày 16 tháng 9, Luka được bình chọn vào Đội hình tiêu biểu số một của mùa giái (All-NBA first team), và trở thành cầu thủ đấu tiên kể từ Tim Duncan vào mùa 1998-1999 được điền tên vào đội hình này trong mùa giải đầu tiên hoặc mùa thứ hai. Luka cũng về thứ tư trong cuộc đua MVP của giải, xếp sau Giannis Antetokounmpo, LeBron James và James Harden.

#### Lần đầu đứng đầu phân khu và lọt vào đội hình tiêu biểu NBA lần thứ hai (2020–2021)

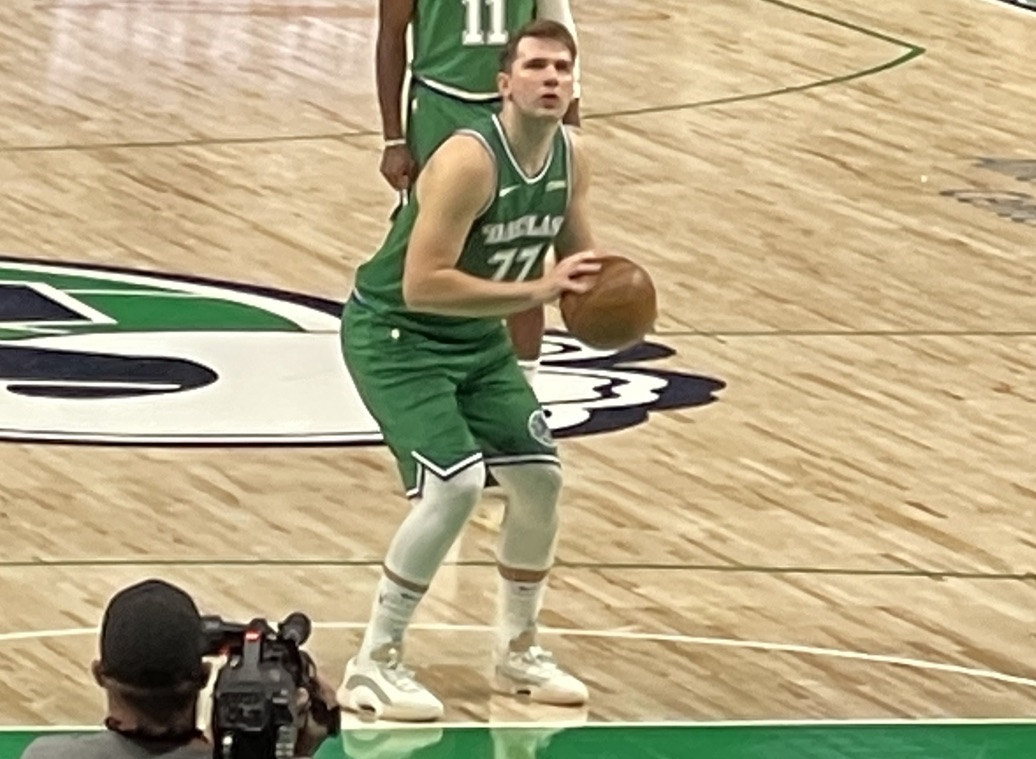
Dončić ném phạt vào năm 2021

Doncic dẫn dắt Mavericks tới thành tích 42–30, đứng thứ năm miền Tây và đứng đầu phân khu Trung Nam.
Tại vòng đầu tiên của playoffs, Doncic giúp Mavericks dẫn trước Clippers với tỉ số 3–1, nhưng sau đó Mavericks vẫn chịu thất bại sau cùng 3–4.

### Los Angeles Lakers
Ngày 2 tháng 2 năm 2025, Doncic bất ngờ được trao đổi tới Lakers qua thương vụ đình đám với trung phong Anthony Davis. Vụ trao đổi này làm cả NBA chấn động.
Doncic và LeBron James dẫn dắt Lakers tới vị trí top 3 liên đoàn miền Tây và tiếp đón Minnesota Timberwolves tại vòng đầu playoff. Anh có trung bình 30.2 điểm, 7.0 rebounds, 5.8 kiến tạo nhưng Lakers vẫn bị loại với tỉ số 4–1.

## Thành tích tại NBA

### Mùa giải chính (regular season)
- Dončić đã có bốn trong số năm cú triple-double được ghi bởi độ tuổi dưới 20 trong lịch sử NBA.[90]
- Nhiều lần lập triple-double nhất trong một mùa giải (17) trước khi bước sang tuổi 22 (mùa giải 2019–20).
- Dončić đã phá vỡ kỷ tại Mavericks của Jason Kidd (21) về số lần ghi được triple-double với 22 lần chỉ sau 122 trận NBA.[111]
- Ở tuổi 19 và 327 ngày, anh ghi cú triple-double đầu tiên của mình, chỉ hơn 10 ngày so với cầu thủ trẻ nhất từng ghi nhận, Markelle Fultz.[112]

### Vòng Playoffs
- Lập kỷ lục của NBA với 42 điểm trong trận ra mắt NBA playoff.[113]
- Cầu thủ thứ hai trong lịch sử NBA ghi được tổng cộng 70 điểm trong hai trận playoff đầu tiên trong sự nghiệp (George Mikan, 75 điểm năm 1949).
- Cầu thủ thứ ba trong lịch sử các trận playoff NBA ghi 40 điểm trở lên, đồng thời có hơn 15 rebound và hơn 10 kiến tạo (Oscar Robertson, Charles Barkley).[114]
- Cầu thủ thứ năm trong lịch sử NBA: 
  - có hơn 40 điểm đồng thời thực hiện thành công một cú buzzer-beater trong một trận đấu playoff (Michael Jordan, LeBron James, Kawhi Leonard, Damian Lillard).[115]
  - ghi trung bình ít nhất 30 điểm, 8 rebound và 8 kiến tạo trong loạt trận playoff (Oscar Robertson, Michael Jordan, Russell Westbrook, LeBron James).

## Đời tư
Dončić có thể nói 4 thứ tiếng: tiếng Slovenia, tiếng Serbia, tiếng Anh và tiếng Tây Ban Nha. Anh đã học tiếng Tây Ban Nha sau khi gia nhập Real Madrid.
Vào năm 2017, khi còn chơi ở Real Madrid, Dončić đã ký một hợp đồng hai năm với Nike. Vào tháng 12 năm 2019, có thông báo chính thức rằng Dončić đã ký hợp đồng nhiều năm với Air Jordan.